# Asymbletia
Asymbletia là một chi bướm đêm thuộc họ Noctuidae.